# Сахапхап Уонграч
Сахапхап Уонграч, още познат като Микс (на тайски: มิกซ์; на английски: Mix) или Миксиу (на тайски: มิกซ์ซิว; на английски: Mixxiw; прякорът произлиза от името му в „Инстаграм“), е тайландски актьор, модел и певец. Роден е на 22 юли 1998 г. в Лампанг. Сахапхап е бивш член на момчешката група Cute Chef Thailand. Известен е с ролите си в телевизионни сериали на компанията GMMTV, най-вече с главната си роля в นิทานพันดาว – 1000stars (в превод: Приказка за хиляда звезди; английско заглавие: A Tale of Thousand Stars) от 2021 г.

## Личен живот и образование
Сахапхап Уонграч е роден на 22 юли 1998 г. в Лампанг, Тайланд. Завършва една от най-престижните гимназии в северен Тайланд, училището “Буняуат Уитауалай“. Владее северняшкия тайски диалект “Кам Муанг“. При появите си в различни предавания или интервюта често е каран да говори на северняшки диалект.
Микс открито подкрепя ЛГБТ обществото и е застъпник за правата му, включително и за легализацията на еднополовите бракове в Тайланд.
Микс е студент в университета “Чулалонгкорн“, където следва ветеринарна медицина. Навлиза в тайландския шоубизнес, когато е избран за университеския конкурс "Chula Cute Boy" (в превод: “сладко момче от Чула“) и участва като знаменосач на университетския флаг в парада, предшестващ традиционния футболен мач между своя университет и университета “Тамасат“.

## Кариера

### Дебют
Микс прави своя дебют през 2018 г. с публични изяви в разлини предавания. През 2019 г. е официално представен като актьор към компанията GMMTV. По това време е част от момчешката група Cute Chef Thailand, чийто първи албум излиза под името Haguttokyuukyuu (มะงึก ๆ อุ๋ง ๆ). Избран е за рекламно лице на различни международни марки, като например „Лазада“, Foodpanda и Burger King. През 2020 г. открива собствена марка за облекло под името XIW. Името произлиза от прякора му, изписан на английски и завъртян на 180°: Mix → Xiw. По същия начин измисля и името си в „Инстаграм“ - mixxiw.

### Актьорска кариера
Славата на Микс нараства драстично с участието му в популярния сериал นิทานพันดาว – 1000stars (в превод: Приказка за хиляда звезди; английско заглавие: A Tale of Thousand Stars), където играе в главната роля на Тиен. Тиен е богаташ, който отива в провинцията Па Пун Дао като учител на доброволни начела, след като получава сърдечен трансплант. Любовният интерес на Тиен е началникът Пупа, изигран от Пирапат Уатханасетсири (Ърт). Харизмата на Микс и Ърт като двойка в сериала им носи популярност и води до преплитането на кариерите им. Сред феновете си са известни като „ЪртМикс“ (EarthMix) и участват в редица реклами, предавания и сериали заедно занапред.
Скоро след ролята си в นิทานพันดาว – 1000stars, Микс участва в комедийният сериал ปลาบนฟ้า (в превод: Риба в небето; английско заглавие: Fish upon the Sky) като Муанг Нан, второстепенен  герой и любовен интерес на главният герой. На 26 юни 2021 г. се провежда първото дигитално събитие за феновете на ЪртМикс, фен-срещата "EarthMix: Love At 1st Fan Meeting" (в превод: “Ъртмикс: Любов на първа фен среща“). В следващите няколко години, с нарастването на популярността си, Микс и Ърт участват в редица подобни фен срещи във и извън Тайланд.
През 2022 г. Микс участва в сериала พินัยกรรมกามเทพ (в превод: Последното желание на Купидон, английско заглавие: Cupid's Last Wish), а през 2023 г. и в พระจันทร์มันไก่ (в превод: Пиле на лунна светлина, на английски: Moonlight Chicken). И в двата сериала той и Ърт са в главните роли, играейки като романтична двойка. На 24 и 25 юни 2023 г. Микс участва в специалния концерт Love Out Loud Fan Fest 2023: Loveolution (в превод: „Фен фест любов на глас 2023: Любовна революция“) заедно с Ърт и още 14 други актьори от GMMTV. Изпълнителите пеят собствени песни и кавъри на чужди хитове. 
През юли 2023 г. Микс обявява, че ще си вземе кратка почивка от актьорството, за да се съсредоточи върху студентските си курсове.

## Филмография

### Телевизия
| Година | Заглавие на тайски         | Английско заглавие                     | Роля                    | Бележки            |        |
| ------ | -------------------------- | -------------------------------------- | ----------------------- | ------------------ | ------ |
| 2021   | Ni Tan Pan Dao (นิทานพันดาว) | A Tale of Thousand Stars               | Тиен                    | Главна роля        |        |
| 2021   | Pla Bon Fah (ปลาบนฟ้า)      | Fish upon the Sky                      | Муанг Нан               | Второстепенна роля |        |
| 2021   | Ban Lab Cab (บ้านลับจับ)      | Safe House                             | Себе си                 | Риалити шоу        |        |
| 2021   |                            | Hollywood Game Night Thailand Season 5 | Себе си                 | Гост               |        |
| 2021   |                            | 55:15 Never Too Late                   | Себе си                 | Гост               |        |
| 2022   |                            | EMS EarthMix Space                     | Себе си                 | Риалити шоу        |        |
| 2022   |                            | Safe House Season 3                    | Себе си                 | Риалити шоу        |        |
| 2022   | พินัยกรรมกามเทพ              | Cupid's Last Wish                      | Сауин Уародом (Уин)     | Главна роля        |        |
| 2022   | รักสลับโลก                   | Vice Versa                             | Доктор Микс (ветеринар) | Гост               |        |
| 2023   | พระจันทร์มันไก่                | Moonlight Chicken                      | Уен                     | Главна роля        |        |
| 2023   |                            | Our Skyy 2                             | Тиен                    | Главна роля        |        |
| 2023   | เกมรัก นักล่า บาร์ลับ           | The Jungle                             | Хънтър                  | Главна роля        |        |
| 2023   | เพื่อนต้องห้าม                 | Only Friends                           | Гост                    | Специална поява    | [ 10 ] |
| 2024   |                            | Ossan's Love Thailand                  |                         | Главна роля        | [ 11 ] |

### Музикални клипове
| Година | Име на песента                                    | Изпълнител(и)                                                                                | Бележки                                   |
| ------ | ------------------------------------------------- | -------------------------------------------------------------------------------------------- | ----------------------------------------- |
| 2021   | นิทานพันดาว (Ni Tan Pan Dao)                        | กัน นภัทร (Гън Напат)                                                                          | От саундтрака на A Tale of Thousand Stars |
| 2021   | นิทานพันดาว (Ni Tan Pan Dao) (Tian Ver.)            | Микс Сахапхап                                                                                | От саундтрака на A Tale of Thousand Stars |
| 2021   | สายตาโกหกไม่เป็น (Eyes Can't Lie)                   | Ърт Пирапат                                                                                  | От саундтрака на A Tale of Thousand Stars |
| 2021   | ครึ่งชีวิต (ทั้งจิตใจ) (Khrueng Chiwit (Thang Chitchai)) | New Jiew                                                                                     | В ролята на Талей                         |
| 2022   | เพิ่งรู้ (Never Knew)                                 | Микс Сахапхап, Ърт Пирапат                                                                   | От саундтрака на Cupid's Last Wish        |
| 2022   | ไม่ไกลหัวใจ (Closer)                                | Микс Сахапхап, Ърт Пирапат                                                                   | От саундтрака на Cupid's Last Wish        |
| 2023   | The Moon Represents My Heart                      | Микс Сахапхап, Ърт Пирапат, Фърст Канапхан, Каотанг Тханауат, Джеминай Норауит, Форт Натауат | Ог саундтрака на Moonlight Chicken        |
| 2023   | ผาเคียงดาว (No Matter What)                        | Микс Сахапхап, Ърт Пирапат                                                                   | Ог саундтрака на Our Skyy 2               |

## Дискография
| Година | Име на песента                       | Изпълнител(и)                                                                                | Бележки                                   | Източник |
| ------ | ------------------------------------ | -------------------------------------------------------------------------------------------- | ----------------------------------------- | -------- |
| 2018   | มะงึง ๆ อุ๋ง ๆ (Ma Ngung Ngung Ung Ung) | Cute Chef Thailand                                                                           |                                           |          |
| 2021   | คนแบบไหน (Kon Baeb Nai)              | Микс Сахапхап                                                                                | От саундтрака на Fish Upon The Sky        | [ 12 ]   |
| 2021   | นิทานพันดาว (Tian Version)             | Микс Сахапхап                                                                                | От саундтрака на A Tale of Thousand Stars | [ 13 ]   |
| 2022   | เพิ่งรู้ (Never Knew)                    | Микс Сахапхап, Ърт Пирапат                                                                   | От саундтрака на Cupid's Last Wish        | [ 14 ]   |
| 2022   | ไม่ไกลหัวใจ (Closer)                   | Микс Сахапхап, Ърт Пирапат                                                                   | От саундтрака на Cupid's Last Wish        | [ 15 ]   |
| 2023   | The Moon Represents My Heart         | Микс Сахапхап, Ърт Пирапат, Фърст Канапхан, Каотанг Тханауат, Джеминай Норауит, Форт Натауат | Ог саундтрака на Moonlight Chicken        | [ 16 ]   |
| 2023   | ผาเคียงดาว (No Matter What)           | Микс Сахапхап, Ърт Пирапат                                                                   | Ог саундтрака на Our Skyy 2               | [ 17 ]   |

## Изпълнения на живо
| Година | Име                                                     | Изпълнител(и)                                                                                         | Място                           |
| ------ | ------------------------------------------------------- | --- | ------------------------------- |
| 2021   | Earth-Mix Love At 1st Live Fan Meeting                  | Микс Сахапхап, Ърт Пирапат                                                                            | Излъчено на живо онлайн         |
| 2021   | Fish Upon The Sky Live Fan Meeting 'A Sky Full of Fish' | Пууин, Понд, Нио, Луи, Микс                                                                           | Излъчено на живо онлайн         |
| 2022   | GMMTV Fan Fest 2022                                     | Крист, Тей, Ню, Брайт, Уит, Дю, Нани, Ърт, Микс, Ом, Нанон                                            | Pia Arena MM                    |
| 2022   | Feel Fan Fun Camping Concert                            | Ърт, Микс, Джунг, Дънк, Понд, Пууин                                                                   | Union Hall, 6F, Union Mall      |
| 2022   | EarthMix Wonderful Day in Vietnam                       | Ърт, Микс                                                                                             | Hoa Binh Theatre, Хо Ши Мин     |
| 2023   | Moonlight Chicken Opening Night                         | Ърт, Микс, Фърст, Каотанг, Джеминай, Форт, Марк, Вю                                                   | True Icon Hall, 7F, Icon Siam   |
| 2023   | EarthMix 1st Fan Meeting In Taipei                      | Ърт, Микс                                                                                             | DSpace元動展演空間              |
| 2023   | GMMTV FANDAY In Osaka                                   | Ърт, Микс, Офф, Гън, Пърт, Чимон                                                                      | Dojima River Forum, Осака       |
| 2023   | Moonlight Chicken Final EP. Fan Meeting                 | Ърт, Микс, Фърст, Каотанг, Джеминай, Форт, Марк, Вю                                                   | True Icon Hall, 7F, Icon Siam   |
| 2023   | GMMTV FANDAY In Seoul                                   | Ърт, Микс, Джунг, Дънк                                                                                | Guro-gu Community Center        |
| 2023   | EarthMix 1st Fan Meeting In Hong Kong                   | Ърт, Микс                                                                                             | Rotunda 2, 3/F, KITEC           |
| 2023   | Love Out Loud (LOL) Fan Fest 2023: LOVOLUTION           | Ърт, Микс, Джими, Сий, Форс, Бук, Ом, Нанон, Фърст, Каотанг, Джунг, Дънк, Понд, Пууин, Джеминай, Форт | Royal Paragon, 5F, Siam Paragon |
| 2023   | EarthMix Fly to the Moon in Vietnam                     | Ърт, Микс                                                                                             | The Adora Nguyễn Kiệm           |

## Награди и номинации
| Година | Награда                      | Категория                                | Номиниран за                         | Резултат  | Източник |
| ------ | ---------------------------- | ---------------------------------------- | ------------------------------------ | --------- | -------- |
| 2021   | Thailand Master Youth        | Изпълнители, Певци, Актьори              |                                      | Спечелена | [ 18 ]   |
| 2021   | 7th Maya Awards              | Най-добра двойка (с Ърт Пирапат)         | นิทานพันดาว (A Tale of Thousand Stars) | Номиниран |          |
| 2021   | 1st Siam Series Awards       | Най-добра двойка (с Ърт Пирапат)         | นิทานพันดาว (A Tale of Thousand Stars) | Номиниран |          |
| 2021   | 1st Siam Series Awards       | Най-добра сцена (с Ърт Пирапат)          | นิทานพันดาว (A Tale of Thousand Stars) | Номиниран |          |
| 2021   | 1st Siam Series Awards       | Популярен изгряващ актьор                | นิทานพันดาว (A Tale of Thousand Stars) | Номиниран |          |
| 2021   | Howe Awards 2020             | Най-добра двойка (с Ърт Пирапат)         |                                      | Спечелена |          |
| 2021   | 3rd Zoomdara Awards          | Най-добра двойка (с Ърт Пирапат)         | นิทานพันดาว (A Tale of Thousand Stars) | Спечелена |          |
| 2021   | 3rd Zoomdara Awards          | Изгряващ актьор                          | นิทานพันดาว (A Tale of Thousand Stars) | Номиниран |          |
| 2021   | Kazz Awards                  | Num Wai Sai                              |                                      | Номиниран |          |
| 2022   | Maya Entertain Awards 2022   | Изгряваща звезда - мъже                  |                                      | Номиниран |          |
| 2022   | Maya Entertain Awards 2022   | Най-добра двойка (с Ърт Пирапат)         | นิทานพันดาว (A Tale of Thousand Stars) | Номиниран |          |
| 2022   | Kazz Awards 2022             | Num Wai Sai                              |                                      | Спечелена |          |
| 2022   | Kazz Awards 2022             | Най-добра двойка (с Ърт Пирапат)         | นิทานพันดาว (A Tale of Thousand Stars) | Номиниран |          |
| 2022   | Kazz Awards 2022             | Изгряващ актьор - мъже                   | นิทานพันดาว (A Tale of Thousand Stars) | Номиниран |          |
| 2022   | Line Sticker Thailand Awards | Най-добра двойка (с Ърт Пирапат)         | นิทานพันดาว (A Tale of Thousand Stars) | Спечелена |          |
| 2023   | ContentAsia Awards           | Най-добро произведение на ЛГБТ+ тематика | พระจันทร์มันไก่ (Moonlight Chicken)      | Спечелена | [ 19 ]   |